# Justicia araucariensis
Justicia araucariensis är en akantusväxtart som beskrevs av Profice. Justicia araucariensis ingår i släktet Justicia och familjen akantusväxter. Inga underarter finns listade i Catalogue of Life.